# Руда (притока Верхолужжя)
Руда, Корчуватий — річка в Україні, у Черняхівському й Коростишівському районах Житомирської області. Права притока Верхолужжя (басейн Дніпра).

## Опис
Довжина річки 12 км, похил річки — 3,2 м/км. Площа басейну 50,4 км2.

## Розташування
Бере початок на сході від Федорівки. Тече переважно на південний схід через Корчівку і на південній околиці Торчина впадає у річку Верхолужжя, ліву притоку Бистриївки.